# منسج روبرتس

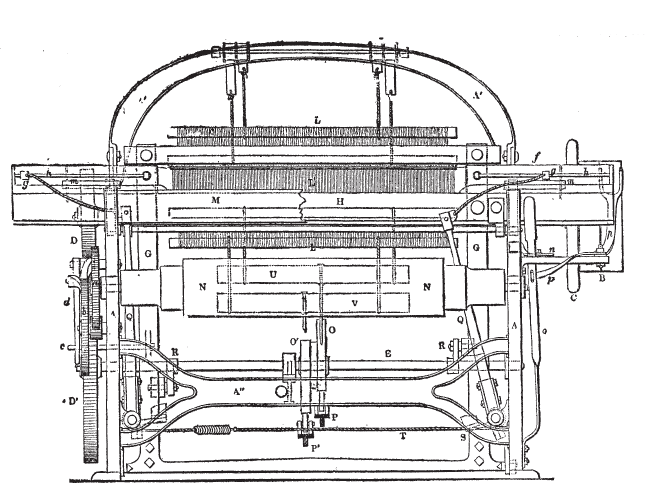
منسج روبرتس

منسج روبرتس (بالإنجليزية: Roberts Loom)‏ هو منسج آلي [الإنجليزية] من الحديد الزهر اخترعه ريتشارد روبرتس في سنة 1830م. كان هذا المنسج أول منسج أسرع من المنسج اليدوي، وكان سهل التعديل وفعالا لذا راج في صناعة قطن لانكشاير.

## ريتشارد روبرتس

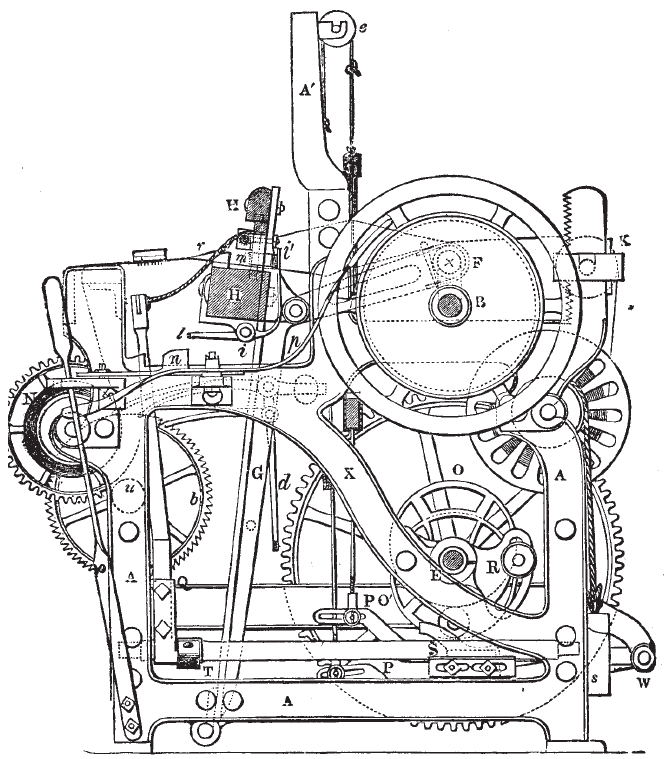
رسم تخطيطي جانبي

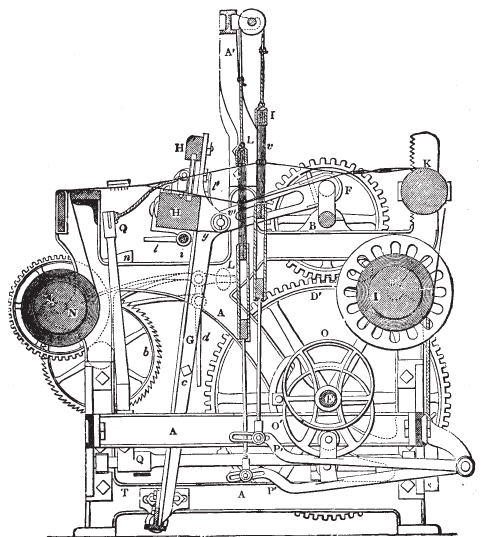
مقطع

ولد ريترشارد روبرتس في لنيمينك [الإنجليزية] على الحدود بين ويلز وإنكلترا. كان ابنا لويليام روبرتس صانع الأحذية وحارس بوابة «نيو بريدج». تعلم ريتشارد على يد كاهن وعمل في بادئ الأمر لدى مراكبي بقناة إلزمير [الإنجليزية] وفيما بعد في مقالع الحجر الجيري. تلقى بعض العلوم في الرسم الهندسي على يد روبرت باوغ، وهو مساح طريق كان يعمل لدى توماس تلفورد.
كان مسؤولا عن تطوير آلات تشغيل أكثر دقة في مدينة مانشستر. وعمل أيضا على تطوير آلات النسيج. وحصل على براءة اختراع منسج روبرتس من الحديد الزهر في سنة 1822م وفي سنة 1830م حصل على براءة اختراع مول الغزل [الإنجليزية] (آلة غزل غير مستمر) فساهم بذلك في ثورة صناعية في مجال الغزل والنسيج.

## عملية النسج
المكونات الرئيسية للمنسج هي مطواة السدى، والنير، والدرأة، والمكوك والمشط وبكرة الرفع. وعملية تشكيل النسيج على المنسج تتضمن: 1) تشكيل النفس، 2) إمرار خيط اللحمة، 3) ضم خيط اللحمة، ثم عملية السحب. (اقرأ مقالة منسج لمزيد من التفصيل)

## المنسج
طبق روبرتس أفكار براءة 1822 في اختراعه لمنسج على اسمه في سنة 1830م. كان إطار المنسج من الحديد الزهر، وكان له إطارين جانبيين مصبوبان كقطعة واحدة. وقد شغلت الذيول الثلاثة لتتركب مع بعضها بدقة. أما السكة المقوسة الكبيرة فهي لدعم الدرأات. أما السكك المتشعبة والمستعرضة في مقدمة وخلفية الآلة فهي لتعطي سطحا أكبر للربط.
كانت خيوط السدى من المطواة تمر فوق اسطوانة توجيه احتكاكية، تمر أفقيا عبر المنسج حتى أسطوانة الصدر، وهنا تتحول حركة الثوب عموديا إلى مطواة النسيج. الشد المتساوي هو عامل أساسي وأي تفاوت في الشد يؤدي إلى انقطاع الخيوط.

## اقتصاد
صنع المنسج في وقت توسيع صناعة مناسج القوة وحتى اختراعه كانت المناسج اليدوية أكثر شيوعا من مناسج القوة. اعتمد منسج روبرتس الموثوق ولكن كانت جهة الغزل صغيرة الحجم لذا قام ريتشارد بتطوير آلة جديدة وهي بغل الغزل لمعالجة المشكل وأصبحت صناعة النسيج لا تقتصر على الحرفيين الموهوبين بل حتى على عمال نصف موهوبين واختص الرجال في الغزل أما النساء فاختصصن في النسج.
| السنة       | 1803 | 1820  | 1829  | 1833   |
| عدد المناسج | 2400 | 14650 | 55500 | 100000 |

### كتب
- Hills، Richard Leslie (1993). Power from Steam: A History of the Stationary Steam Engine. Cambridge University Press. ISBN 0-521-45834-X, ISBN 978-0-521-45834-4. مؤرشف من الأصل في 2020-04-12. اطلع عليه بتاريخ January 2009. {{استشهاد بكتاب}}: تحقق من التاريخ في: |تاريخ الوصول= (مساعدة)
- Marsden، Richard (1895). Cotton Weaving: Its Development, Principles, and Practice. George Bell & Sons. مؤرشف من الأصل في 2019-05-16. اطلع عليه بتاريخ February 2009. {{استشهاد بكتاب}}: تحقق من التاريخ في: |تاريخ الوصول= (مساعدة)
- Mass، William (1990). "The Decline of a Technology Leader:Capabilty, strategy and shuttleless Weaving" (PDF). Business and Economic History. ISSN:089-6825. مؤرشف من الأصل (نسق المستندات المنقولة) في 2020-04-12. {{استشهاد بدورية محكمة}}: تأكد من صحة قيمة |issn= (مساعدة)

## وصلات خارجية
- Selected Cotton Chats- Draper Corporation 1901- 1923
- One Guy from Barlick- Textile Industry Project